# Цветочный рынок королевы Елизаветы II
Цветочный рынок королевы Елизаветы II (фр. Marché aux fleurs Reine-Elizabeth-II); до 2014 года — Рынок цветов и птиц Сите (фр. Marché aux fleurs et aux oiseaux Cité) — рынок в 4-м округе Парижа, на острове Сите.

## История

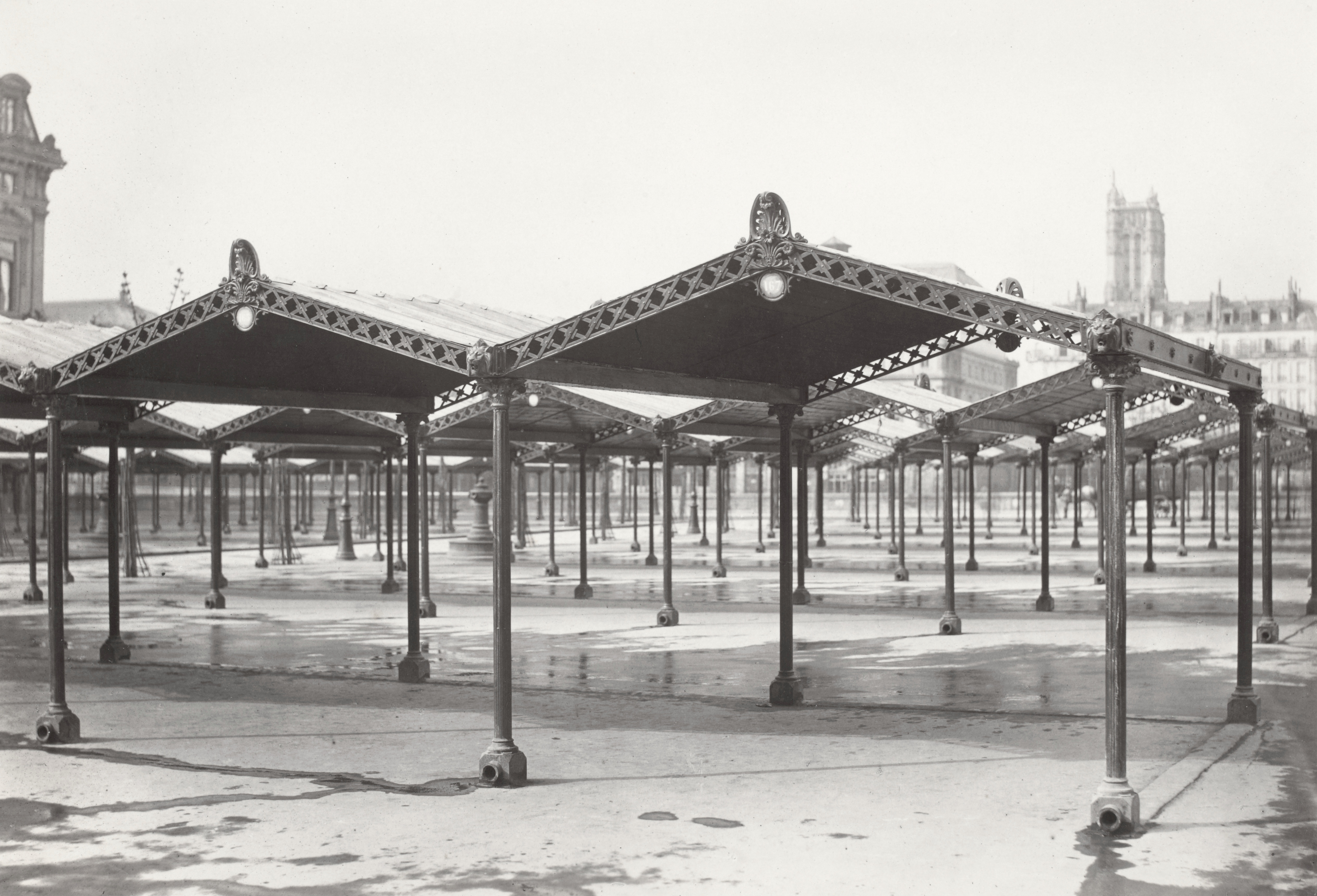
Павильоны цветочного рынка. Около 1865 года

Цветочный рынок в центре Парижа существует с 1808 года. Указом Наполеона под него была выделена пустующая территория близ Сены (современная набережная Корс), куда переехал цветочный рынок с набережной Межисри. Официальное открытие состоялось 16 августа 1809 года. В 40-х годах XIX века рынок занимал площадь в 2571 м2 и работал по средам и субботам.

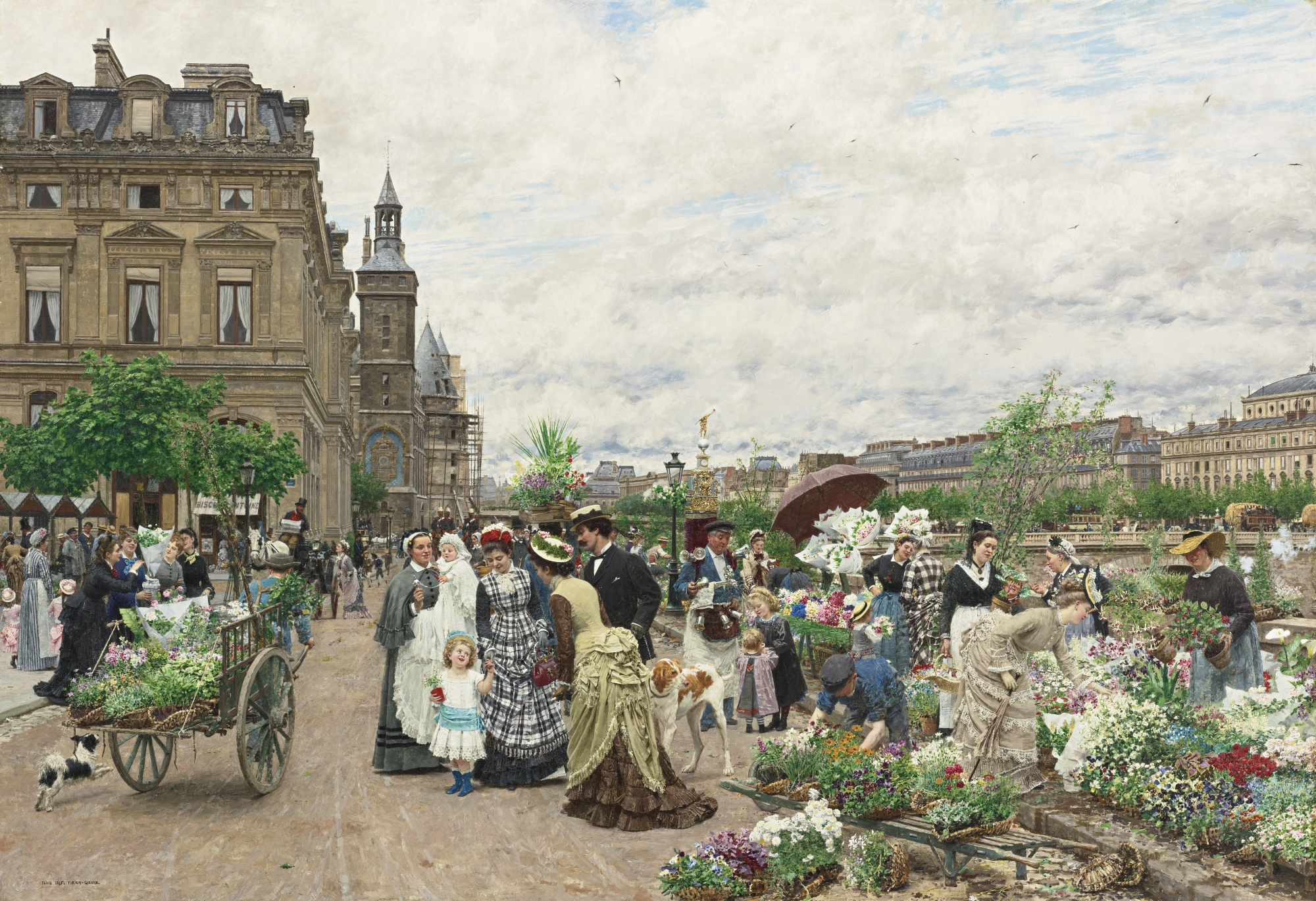
Франсуа-Мари Фирмен-Жирар. Набережная с цветами. 1875

В 1860-х годах, в связи со строительством здания торгового суда, цветочный рынок был полностью перестроен. Если до этого он располагался под открытым небом, то теперь на его территории появились железные павильоны. Повторное открытие состоялось в 1873 году. Торговля велась в крупных масштабах: помимо частных покупателей, здесь приобретали цветы многочисленные скупщики, перепродававшие их торговцам и магазинам. В книге Н. Ф. Золотницкого «Цветы в легендах и преданиях» парижский рынок описывается следующим образом:

Кто не был ранним утром на центральном цветочном рынке в Париже, тот не может себе и представить той суеты, той кипучей деятельности, какая царит там в это время. Сотни фургонов, нагруженных снизу доверху цветами, съезжаются со всех окрестностей Парижа, сотни фур везут цветы с вокзалов железных дорог, присылаемые из Ниццы, Грасса, Лиона и других южных городов. Целые сотни, тысячи людей занимаются разгрузкой, разборкой, расстановкой и продажей цветов, другие сотни, тысячи — их покупкой, сортировкой и разноской по Парижу.

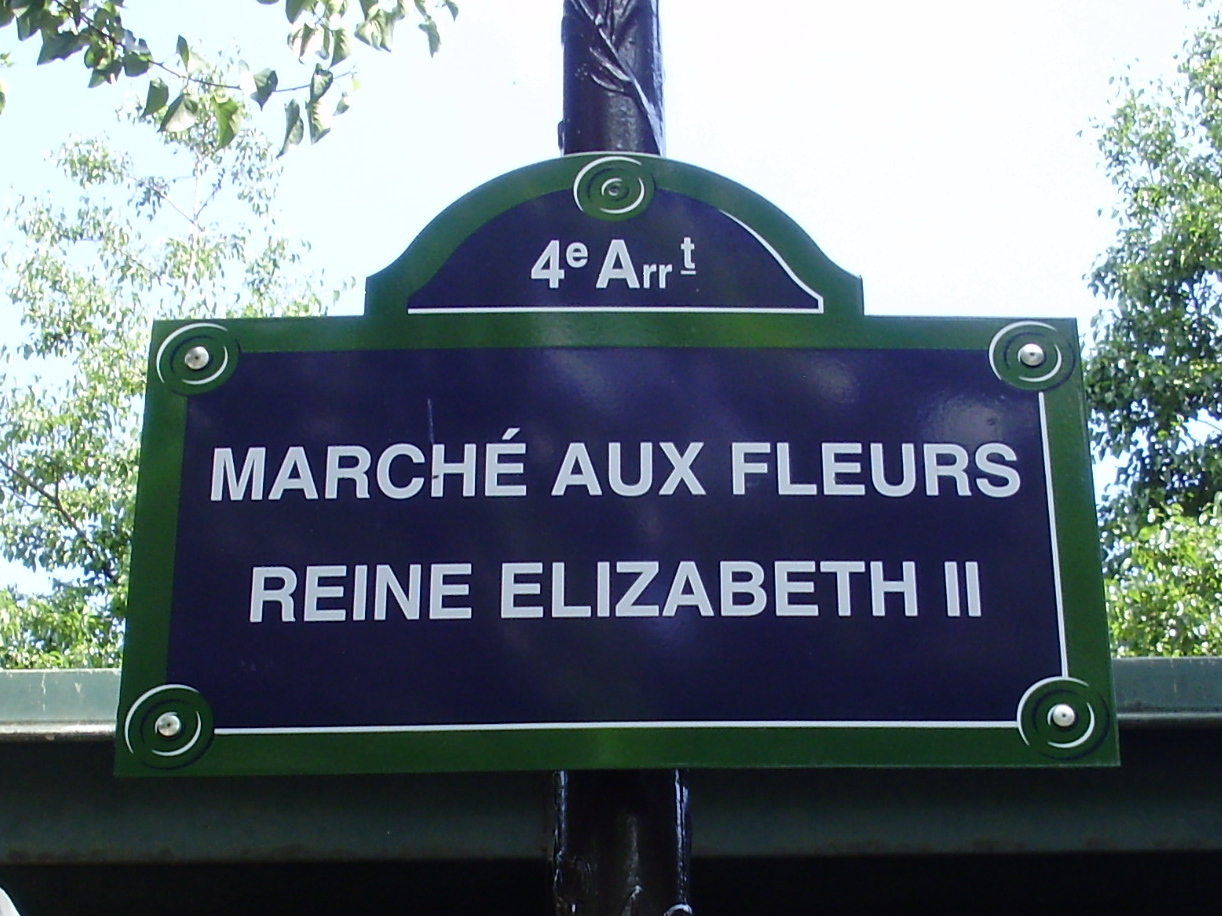
Табличка с новым названием

Изначально рынок был исключительно цветочным; торговля птицами началась лишь в 1881 году, когда сюда переехали продавцы птиц с закрывшегося в 1878 году рынка Сен-Мартен.
В 2014 году рынок цветов и птиц был переименован в честь английской королевы Елизаветы II, большой любительницы цветов. Завершая свой трёхдневный визит во Францию по случаю 70-летней годовщины высадки союзников в Нормандии, Елизавета II побывала в Париже и прошлась, в сопровождении президента Франции Франсуа Олланда и мэра Парижа Анн Идальго, по рядам цветочного рынка. Она лично приняла участие в торжественном открытии таблички с новым названием.

## Современность

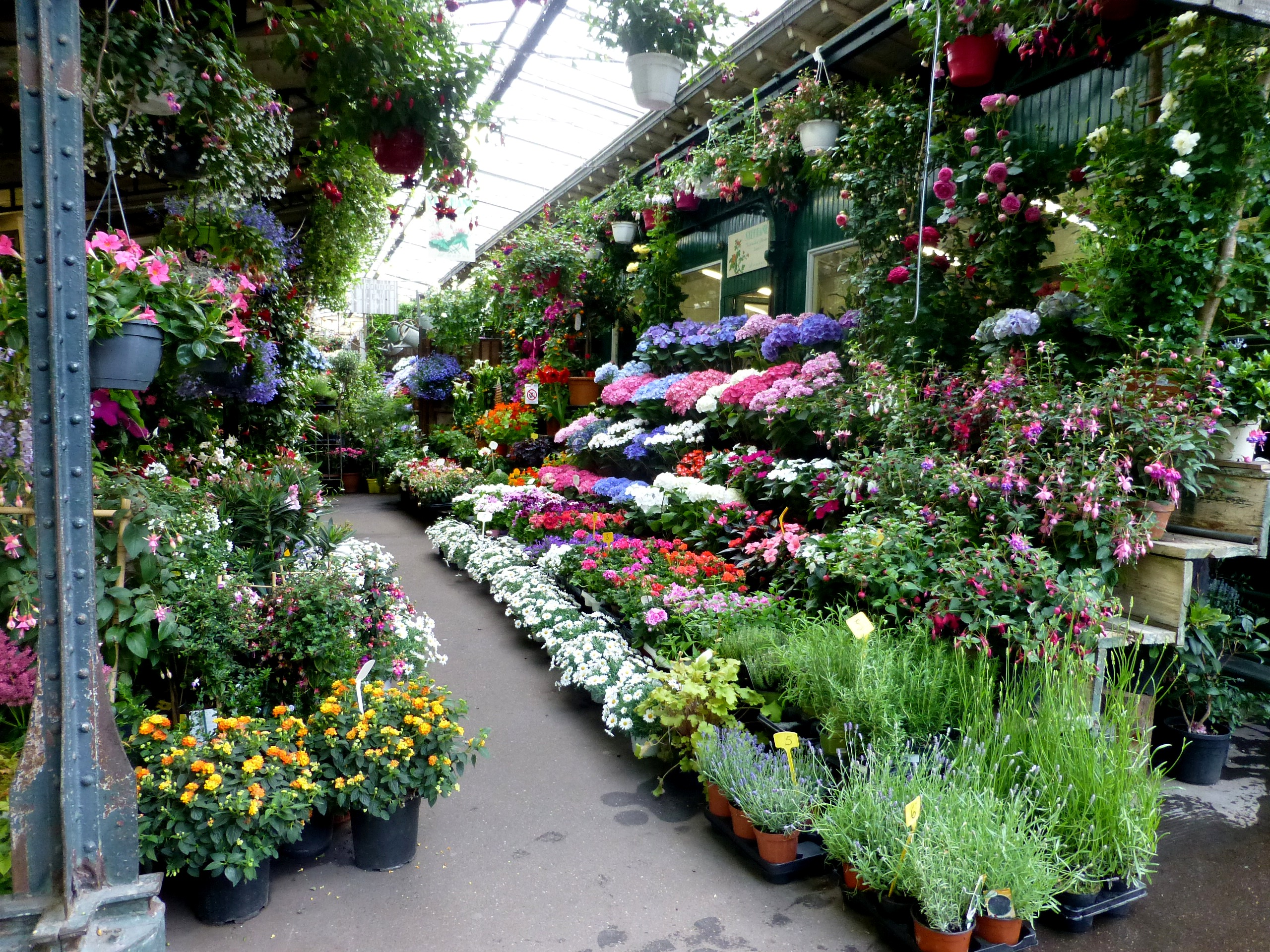
Ряды цветочного рынка

Цветочный рынок королевы Елизаветы II — один из трёх цветочных рынков Парижа. Он находится на площади Луи-Лепин в самом центре Парижа, неподалёку от собора Нотр-Дам. Павильоны, в которых располагаются торговцы, относятся к 1900 году. Рынок открыт ежедневно с 8.00 до 19.30, однако торговля птицами ведётся только по воскресеньям.
Среди растений, предлагаемых на рынке, можно найти как местные, сезонные виды, так и экзотические, происходящие из разных стран. То же касается и птиц: на рынке продаются птицы, традиционно содержащиеся в клетках (попугаи, канарейки, амадины и пр.), но также и более редкие виды, в том числе встречающиеся во Франции в диком виде. Зарегистрированы случаи торговли видами, находящимися под охраной. Помимо растений и птиц, на рынке можно приобрести мелких домашних животных, клетки, корма и садоводческие аксессуары. Рынок пользуется большой популярностью у парижан и туристов.